# Bula Quo!
Bula Quo! je britská filmová komedie režiséra Stuarta St. Paula z roku 2013. Hlavní role ve filmu hrají členové rockové skupiny Status Quo spolu s herci Jonem Lovitzem a Laurou Aikman. Ve filmu jsou členové skupiny svědky vraždy a následně s důkazy utíkají.
K filmu vyšel i stejnojmenný soundtrack.